# ایلستون آن د هیل
ایلستون آن د هیل (به انگلیسی: Illston on the Hill) یک روستا و محله مدنی در بریتانیا است که در Harborough واقع شده‌است. ایلستون آن د هیل ۱۷۹ نفر جمعیت دارد.